# احتد (حفاش)

تعديل مصدري - تعديل

احتد هي إحدى قرى عزلة جبل نعمان بمديرية حفاش التابعة لمحافظة المحويت، بلغ تعداد سكانها 551 نسمة حسب تعداد اليمن لعام 2004.